# Stig Holm (konstnär)
Stig Erik Gustav Holm, född 12 februari 1919 i Saltsjöbaden, död 2 maj 2017 i Hägerstens församling, var en svensk målare och möbelformgivare.
Han var son till överingenjören Axel Holm och Maja Andrén och bror till Axel Holm. Han studerade vid Högre konstindustriella skolan i Stockholm och anställdes efter studierna vid Norrbottens industriförening. Holm är begravd på Uppsala gamla kyrkogård.